# Óengus II
Óengus II mac Fergusa (gaélique) ou Unuist mac Uurguist (picte) , roi des Pictes de 820 à 834 et des Scots de 820 à 829 (?).

## Biographie
Alors que la « Chronique Picte » lui accorde un règne de 12 ans sur les Pictes, le Duan Albanach limite son règne sur le Dalriada à 9 ans.
Dans les faits Óengus II succède à son frère Constantin mac Fergusa comme roi de Fortriú. Il apparaît dans les diverses versions des listes Royales sous le nom de « Unuist mac Uurguist ». Il aurait également comme son frère contrôlé le Dal Riada comme descendant de la lignée de Fergus du Cenél Gabráin. Sous son règne, le double royaume de Fortriú subit les invasions scandinaves. Óengus est réputé avoir restauré Saint Andrews comme centre du culte de ce saint (Saint André) 
.

Le saltire à croix de saint André qui est traditionnellement associé avec Óengus mac Fergusa.

Une légende longuement détaillée par Jean de Fordun  concerne ce roi (ou son homonyme du siècle précédent Oengus Ier ?). Elle relate que le Saltire étendard bleu à la Croix de Saint André serait tombé du ciel, sous son règne, au milieu des armées des scots et des pictes unis, lors d'un combat contre les envahisseurs saxons conduits par un chef qu'il nomme « Æthelstan », identifié comme le fils d'« Athelwolf » , soit  Æthelstan de Kent, fils de Æthelwulf (roi du Wessex : 839 – 858)  ou encore Æthelstan d'Est-Anglie.

## Postérité
Après sa mort, plusieurs prétendants d'origine picte et scot entrèrent en lutte pour le contrôle du royaume. Oengus II laisse plusieurs fils dont Eòganán futur roi des Pictes et des Scots et Bran tués tous deux dans un combat contre les « païens » (i.e les Vikings) en 839 selon les Chroniques d'Irlande, ainsi que Finnguine et Nechtan évoqués dans la « Légende de St.Andrew » .